# Pętla Lipnickiego

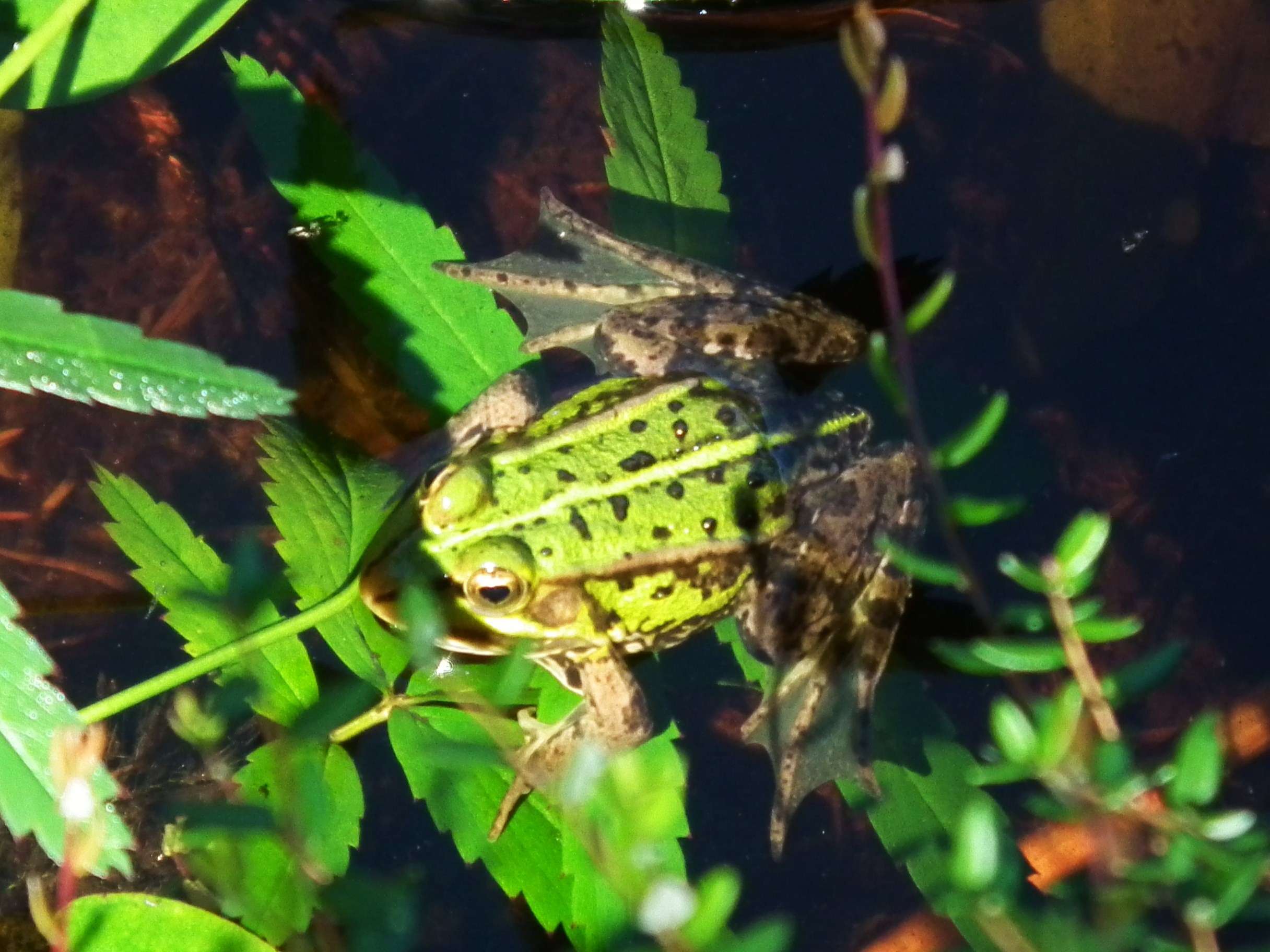
Żaba jeziorkowa w wyrobisku od strony południowej

Pętla Lipnickiego – teren dawnego wydobycia torfu, zlokalizowany na obszarze Parku Narodowego „Bory Tucholskie”, przy drodze leśnej z Klosnowa do Drzewicza, w pobliżu jezior Nierybno, Płęsno i Bełczak. Ma duże walory przyrodnicze.

## Geneza
Tereny Pętli były wykorzystywane rolniczo (łąki, pastwiska) do początku lat 80. XX wieku. Począwszy od sierpnia 1981 rozpoczęto tu wydobywanie torfu z przeznaczeniem na użyźnienie gleb szkółki leśnej w Klosnowie (już wcześniej, bo w pierwszej połowie lat 70. XX wieku, wybudowano odcinek żużlowej drogi z Klosnowa w rejon jeziora Nierybno). Do wydobycia zastosowano ciężką koparkę linową KM 602A o masie własnej 25 ton, mogącą zaczerpnąć jednorazowo 1,5 tony wydobywanego materiału. Miąższość pokładu szacowano na 15 metrów, jednak wydobycie okazało się możliwe tylko do 5,5 metra głębokości. W październiku 1981 koparka zaczęła się osuwać i groziło jej zatonięcie. Wydobyto ją przy użyciu samochodu ciężarowego KrAZ i ciągnika do zrywki drewna. Z nastaniem zimy 1981/1982 prac zaprzestano i nigdy nie zostały już wznowione.

## Przyroda
W latach następnych wyrobisko samoczynnie zaczęło wypełniać się wodą i nastąpiła sukcesja wtórna. Dominują tu rośliny związane z torfowiskami, w tym cenne gatunki flory rodzimej. W obrębie Pętli rosną m.in.: rosiczka okrągłolistna, rosiczka długolistna, żurawina błotna, grzybienie białe, grążel żółty i pływacz zwyczajny. Faunę reprezentują m.in. żaba jeziorkowa i ważka czteroplama.

## Turystyka
Do Pętli prowadzi  czarny szlak z Drzewicza, którego elementem jest ścieżka spacerowa "Pętla Lipnickiego" (bliższe dojście jest też możliwe szlakiem  czerwonym i  zielonym z Małych Swornegaci przez Dąb Bartuś i dalej czarnym). Po torfowisku poprowadzono ścieżkę na drewnianych pomostach.

## Galeria

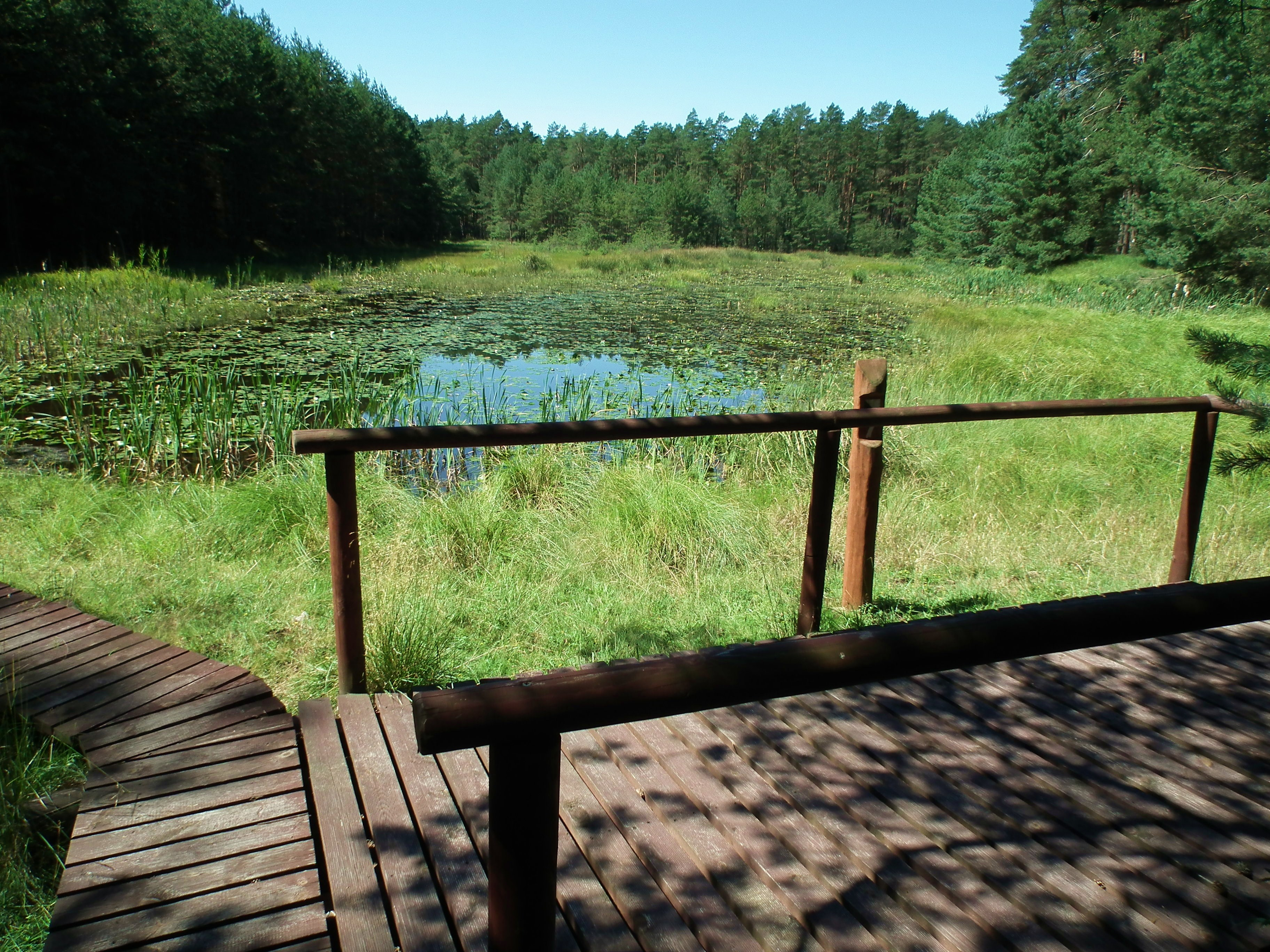
Widok z kładki
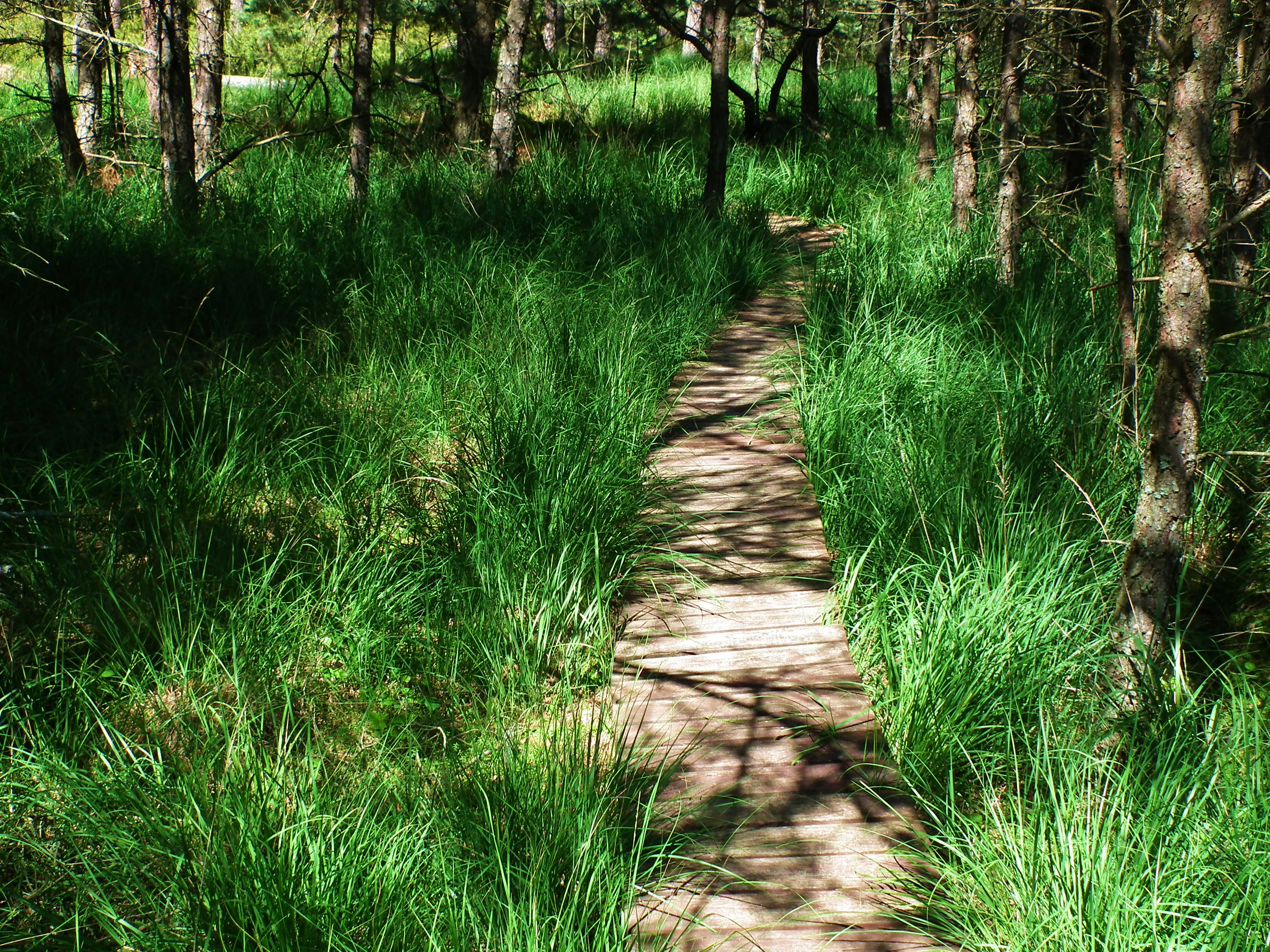
Szlak po kładce
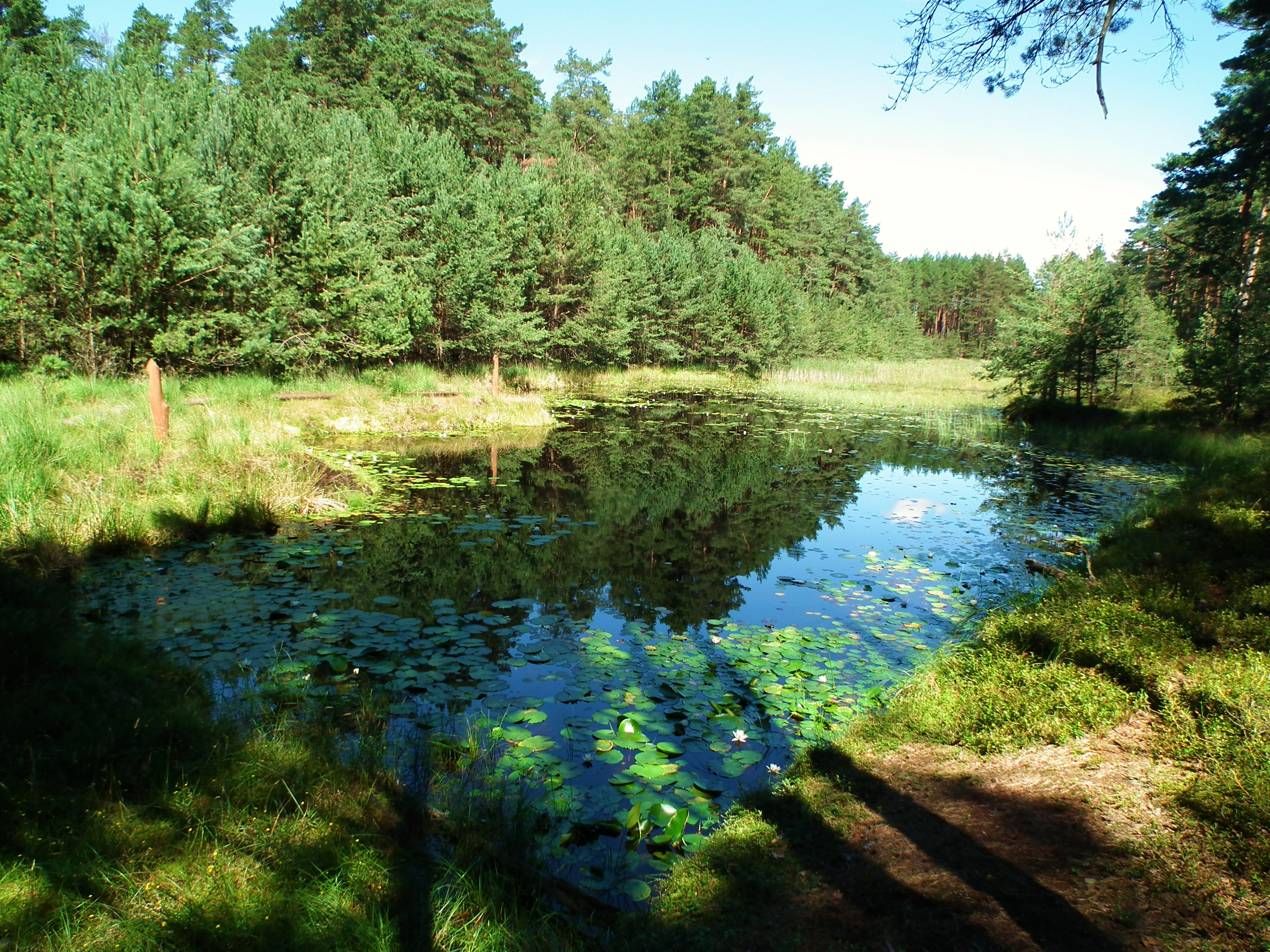
Wyrobisko od południa